# Iglesia de Nuestra Señora de la Asunción (Almodóvar del Campo)
La iglesia de Nuestra Señora de la Asunción es un inmueble del municipio español de Almodóvar del Campo, en la provincia de Ciudad Real. Cuenta con el estatus de bien de interés cultural.

## Descripción
El templo, construido en el siglo XV, si bien otras fuentes datan su origen en el siglo XIV o a comienzos del siglo XVI, cuenta con un reloj en la torre. Se encuentra bajo la advocación de Nuestra Señora de la Asunción, si bien en el Diccionario histórico geográfico de la provincia de Ciudad-Real de Inocente Hervás y Buendía se dice que estaba dedicado a «Nuestra Señora de la Estrella». El elemento más valioso del edificio es su artesonado, o alfarje, mudéjar. La iglesia aparece descrita en el segundo volumen del Diccionario geográfico-estadístico-histórico de España y sus posesiones de Ultramar de Pascual Madoz, en la entrada correspondiente a Almodóvar del Campo, de la siguiente manera:

y al N. la igl. parr., bajo el titulo de la Asuncion de Ntra. Sra., con el sobrenombre vulgar de Mochuelos: es bastante espaciosa, y por haberse incendiado la capilla mayor en 23 de junio de 1605, empezando el fuego por el cordon de la lámpara, está recompuesta y ha perdido una gran parte de su mérito: se cree haber sido fundada en el año 1511, juzgando por este guarismo, que entre algunas letras borradas y la palabra Calatrava se lee en una lápida que existe al lado der. de la llamada Puerta del Sol en la misma igl.; pero la torre colocada al N. del templo fue edificada en el año 1546, y en ella existe el relox de la v.; su párroco se titula prior como los demas de la órden de Calatrava, á pesar de que solo este y tres mas pueden usarlo, y es provisto por el tribunal especial de las Ordenes Militares: tiene cabildo presbiterial, que se compone de todos los sacerdotes de la v.
(Madoz, 1845, pp. 161-162)

El inmueble fue declarado bien de interés cultural, con la categoría de monumento, el 24 de noviembre de 1992, mediante un decreto publicado el 18 de diciembre de ese mismo año en el Diario Oficial de Castilla-La Mancha.